# 和歌山演劇鑑賞会
和歌山演劇鑑賞会（わかやまえんげきかんしょうかい）は、観劇を目的とする和歌山市の非営利団体。
この会は会員が観たい演劇（劇団）を招くため、毎月の会費を持ち寄って、定期的に例会（観劇会）を実施している。2024年は和歌山城ホールで6回の例会を予定している。

## 概要
和歌山演劇鑑賞会は、1966年（昭和41年）に結成された演劇鑑賞団体である。会員数は約1600人で、月会費（一般＝2,600円、学生＝2,000円、中高生＝1,000円）によって運営されている。新劇を中心に現代劇、翻訳劇、伝統芸能、ミュージカルなど、多様な演目を提供しており、会員の要望を募りながら年間6回の例会を開催している。

## 活動
同会は全国演劇鑑賞団体連絡会議と連携し、地域における演劇文化の普及に努めている。和歌山県内には他に「紀北演劇鑑賞会」（紀の川市）が存在する。会員は180のサークルに分かれ、大道具の搬入・搬出、観劇者の割り振り、受付などを持ち回りで担当し、運営を支えている。

## 歴史と名作
和歌山演劇鑑賞会が過去に招待した劇団や作品には、緒形拳主演の「王将」（1977年）、山本学や大空真弓が出演した「罠」（1987年）、樫山文枝の「おはなはん」（1994年）などがある。また、杉村春子や江守徹が出演した「華岡青洲の妻」（1987年）、米倉斉加年と北林谷栄による「熊楠の家」（1995年）など、和歌山を舞台にした作品も多く含まれている。